# تشاك تود
تشاك تود (بالإنجليزية: Chuck Todd) هو مقدم تلفزيوني ومذيع أخبار وصحفي أمريكي، ولد في 8 أبريل 1972 في ميامي في الولايات المتحدة.

## وصلات خارجية
- تشاك تود على موقع IMDb (الإنجليزية)
- تشاك تود على موقع إن إن دي بي (الإنجليزية)